# Lecithocladium harpodontis
Lecithocladium harpodontis är en plattmaskart. Lecithocladium harpodontis ingår i släktet Lecithocladium och familjen Hemiuridae. Inga underarter finns listade i Catalogue of Life.